# スヴァンテ・アレニウス
スヴァンテ・アウグスト・アレニウス（アレーニウス、Svante August Arrhenius [ˌsvanːtə aˈɹeːniɵs], 1859年2月19日 - 1927年10月2日）は、スウェーデンの科学者で、物理学・化学の領域で活動した。物理化学の創始者の1人といえる。1903年に電解質の解離の理論に関する業績により、ノーベル化学賞を受賞。アレニウスの式、月のクレーター Arrhenius、ストックホルム大学の研究所名などに名を残している。

## 生涯

### 青年期まで
1859年2月19日、スウェーデンのウプサラに程近い Vik（または Wik、Wijk）で生まれる。父はウプサラ大学に勤める測量技師で、最終的には監督になった。3歳のとき独力で文字を読めるようになり、父が帳簿をつける様子を見て算術までできるようになり、神童と呼ばれた。大人になってからも、大量のデータから数学的関係や法則性を見出す才能を示した。
8歳のとき学校に通い始めたが、5年生に編入され、物理学と数学に才能を発揮し、1876年に主席かつ最年少で卒業した。
ウプサラ大学では、物理学の指導教官に満足できず、化学の指導教官ペール・テオドール・クレーベにも満足できなかった。そのため1881年、ストックホルムに出てスウェーデン王立科学アカデミー物理学研究所の Erik Edlund の下で学ぶようになった。主に電解液の電気伝導率について研究。1884年、その研究に基づいて書いた150ページもの学位論文をウプサラ大学に提出。しかし、ペール・テオドール・クレーベらの教授陣はこの論文の価値を見抜けなかった。この研究が後のノーベル化学賞受賞の元になっている。
この1884年の論文には56の主題が記されているが、若干の修正が必要な部分はあるものの、大部分は今でも通用する内容だった。最も重要な内容は、純粋な塩や純粋な水は電気を通さないが、塩を水に溶かした水溶液は電気伝導体になるという事実についての彼の解釈である。
アレニウスは、水溶液中では塩が解離して荷電粒子になると考えた。そのずっと以前にマイケル・ファラデーがこの荷電粒子を「イオン」と名付けている。ファラデーはイオンが電気分解によって生み出されると信じていたが、アレニウスは電流を流していない状態でも水溶液中にはイオンが存在すると考えた。したがって、アレニウスは水溶液中の化学反応はイオン同士の反応に他ならないと考えた。
ウプサラ大学ではあまり注目されなかったが、アレニウスは同じ論文を物理化学という新しい分野に関わっているルドルフ・クラウジウス、ヴィルヘルム・オストヴァルト、ヤコブス・ヘンリクス・ファント・ホッフといったヨーロッパ中の科学者に送りつけた。彼らはその論文に注目し、オストヴァルトなどはウプサラまでわざわざ赴き、アレニウスを自分の研究チームに勧誘している。しかしアレニウスはその申し出を断わってスウェーデンに残り（そのころ父が病床にあり、1885年に亡くなった）、ウプサラ大学に勤務し始めた。
イオンに関する理論を発展させていく中で、1884年に酸と塩基の定義を提唱した。彼は、水溶液において水素イオンを発生するのが酸で、水酸化物イオンを発生させるのが塩基だとした。（これは「アレニウスの定義」と呼ばれる。）

### 壮年期
父の死後、スウェーデン王立科学アカデミーから海外渡航の援助を得ると、リガでオストヴァルトの下で学び、ヴュルツブルクでフリードリッヒ・コールラウシュに学び、グラーツでルートヴィッヒ・ボルツマンに学び、アムステルダムでファント・ホッフに学んだ。
1889年、多くの化学反応で熱を加える必要があるという事実から、2つの分子が化学反応する際に乗り越えなければならないエネルギー障壁があると考え、活性化エネルギーの概念を定式化した。アレニウスの式は活性化エネルギーと化学反応の速度の関係に定量的基礎を与えるものである。
1891年、ストックホルム・ユニバーシティ・カレッジ（現在のストックホルム大学）の講師となる。1895年には多くの反対があったが物理学の教授に就任し、1896年には学長となった。
アレニウスは2度結婚している。1度目（1894年から1896年まで）では息子を1人もうけている。2度目（1905年から1927年まで）では、息子を1人と娘を2人もうけている。
1900年ごろ、アレニウスはノーベル賞の創設に関わった。1901年、スウェーデン王立科学アカデミーの会員に選ばれたが、これには反対の声もあった。その後はノーベル委員会の物理学部門の委員となり、化学部門でも事実上の委員として活動した。彼はその立場を利用して友人（ヤコブス・ヘンリクス・ファント・ホッフ、ヴィルヘルム・オストヴァルト、セオドア・リチャーズ）にノーベル賞を受賞させるよう誘導し、敵対する科学者（パウル・エールリヒ、ヴァルター・ネルンスト）には受賞させないよう画策した（画策が成功したわけではない）。1903年、スウェーデン人初のノーベル化学賞を受賞。1905年、ストックホルムにノーベル物理学研究所が創設されると、所長に就任し、1927年まで務めた。1910年には王立協会外国人会員に選ばれている。他にも1911年にウィラード・ギブズ賞、1920年にフランクリン・メダルを受賞している。

### 晩年
自身の理論が一般に受け入れられるようになると、アレニウスは他の研究分野に興味を移した。1902年、化学の理論を用いて生理学の問題を研究し始めた。彼は生体内の化学反応も試験管内の化学反応も同じ法則にしたがっているとした。1904年、カリフォルニア大学に赴き、物理化学の手法を毒素と抗毒素の理論研究に応用して解釈するという一連の講義を行った。その内容を1907年に Immunochemistry（免疫化学）と題して出版。また、加熱すると一旦は失効するが、その後も加熱を続けると効果が復活するタンパク質毒素を発見した（アレニウス効果）。
他にも地質学（氷河時代の研究）、天文学、現代宇宙論、天体物理学といった方面にも手を出し、恒星間の衝突によって太陽系が生まれたとする説を提唱した。また、彗星の尾、太陽のコロナ、オーロラ、黄道光を放射圧で説明した。
また、生命が胞子の形で惑星から惑星へ運ばれたとする、いわゆるパンスペルミア説も提唱した。また、普遍言語として英語に修正を加えたものを提案している。
晩年には学生向けの教科書や一般向けの本を執筆しており、彼の論じた様々な説について今後の研究の必要性を強調している。
1927年9月、腸カタルを発症して倒れ、10月2日に死去。遺体はウプサラに埋葬された。

### 温室効果
アレニウスは氷期がなぜ存在したのかを研究し、1896年に科学者として初めて大気中の二酸化炭素の量の変化が温室効果によって地表の温度に影響を与えるという考え方を示した。これには先人であるジョゼフ・フーリエらの影響がある。また、大気中の二酸化炭素や水蒸気が赤外線をどの程度吸収するかを計算するため、ピッツバーグのアレゲニー天文台でフランク・ワシントン・ヴェリーとサミュエル・ラングレーが行った赤外線による月の観測データを使った。シュテファン＝ボルツマンの法則を使って、独自の温室効果の法則を定式化した。本来の形式は次の通りである。
二酸化炭素の量が等差数列的に増大すると、温度はほぼ算術級数的に増大する。
これを単純な式で表現したものは今でも使われている。
{\displaystyle \Delta F=\alpha \ln(C/C_{0})}
しかし、アレニウスによる CO2 の赤外線吸収率は過大であり、1900年にクヌート・オングストロームが赤外線スペクトルの研究結果を発表し CO2 の吸収帯が2箇所しかないことを示したことで、反論されることになった。1901年、アレニウスはこれに真っ向から反論する論文を発表。また、1903年の著書 Lehrbuch der kosmischen Physik でもこの件に簡単に触れている。また1906年には一般向けの本 Världarnas utveckling（英語版は Worlds in the Making (1908)）を出版し、人類が排出する CO2 の量は再び氷期が訪れるのを阻止するのに十分なほどだとし、急激に人口が増加しつつある現代においては、温暖化した地球の方が食料供給に好都合だと記している。つまりアレニウスは世界で初めて、化石燃料の燃焼などによる二酸化炭素排出が地球温暖化を引き起こすと提唱したが、温暖化を好ましいものと捉えていた。しかし、1960年代ごろまでこの説は学界から信じがたい説として退けられ、氷期と間氷期の周期的繰り返しはミルティン・ミランコビッチの唱えた地球の軌道変化によるものとされていた（ミランコビッチ・サイクル）。今では一般に、地球の軌道変化が氷期の訪れる時期を決定しているものの、同時に CO2 が本質的ポジティブフィードバックとして働いていると解釈されている。
アレニウスは、CO2 が半減すると気温が4℃から5℃下がり、CO2 が倍増すると気温が5℃から6℃上がるとした。1906年の本ではこの値を1.6℃（水蒸気によるフィードバックも含めると2.1℃）と小さくしている。IPCCによる2007年の試算では、その値（気候感度）を2℃から4.5℃としている。アレニウスは当時の CO2 排出量を元に増加率を試算したが、その後二酸化炭素の増加率はもっと加速している。アレニウスは CO2 が倍増するのに約3000年かかるとしたが、今では21世紀中に倍増するという見方が一般的である。

### 優生学
アレニウスは1922年にウプサラでの Statens institut för rasbiologi（人種生物学研究所）設立に積極的に関与している。同研究所の運営委員会の一員でもあり、1909年に創設されたスウェーデン優生学協会の創設メンバーでもある。

## 主な論文
- Svante Arrhenius, 1884, Recherches sur la conductivité galvanique des électrolytes, doctoral dissertation, Stockholm, Royal publishing house, P.A. Norstedt & söner, 89 pages.
- Svante Arrhenius, 1896a, Ueber den Einfluss des Atmosphärischen Kohlensäurengehalts auf die Temperatur der Erdoberfläche, in the Proceedings of the Royal Swedish Academy of Science, Stockholm 1896, Volume 22, I N. 1, pages 1–101.
- Svante Arrhenius, 1896b, On the Influence of Carbonic Acid in the Air upon the Temperature of the Ground, London, Edinburgh, and Dublin Philosophical Magazine and Journal of Science (fifth series), April 1896. vol 41, pages 237–275.
- Svante Arrhenius, 1901a, Ueber die Wärmeabsorption durch Kohlensäure, Annalen der Physik, Vol 4, 1901, pages 690–705.
- Svante Arrhenius, 1901b, Über Die Wärmeabsorption Durch Kohlensäure Und Ihren Einfluss Auf Die Temperatur Der Erdoberfläche. Abstract of the proceedings of the Royal Academy of Science, 58, 25–58.
- Svante Arrhenius, 1903, Lehrbuch der Kosmischen Physik, Vol I and II, S. Hirschel publishing house, Leipzig, 1026 pages.
- Svante Arrhenius, 1906, Die vermutliche Ursache der Klimaschwankungen, Meddelanden från K. Vetenskapsakademiens Nobelinstitut, Vol 1 No 2, pages 1–10
- Svante Arrhenius, 1908, Das Werden der Welten, Academic Publishing House, Leipzig, 208 pages.

## 著書
- 『宇宙開闢論史』一戸直蔵・小川清彦訳、大倉書店、1912年。
- 『宇宙発展論』一戸直蔵訳、大倉書店、1914年。
- 『最近の宇宙観』一戸直蔵訳、大鐙閣、1920年。
- スワンテ・アーレニウス『史的に見たる科学的宇宙観の変遷』寺田寅彦訳、岩波書店〈岩波文庫〉、1931年。
  - 復刊『史的に見たる科学的宇宙観の変遷』寺田寅彦訳、岩波文庫、1987年ほか。ISBN 978-4-00-339301-7。
  - 新版『宇宙の始まり　史的に見たる科学的宇宙観の変遷』寺田寅彦訳、第三書館、1992年11月。ISBN 978-4-8074-9226-8。

## 親族
グレタ・トゥーンベリ - スウェーデンの環境活動家。彼女の父方の遠縁がスヴァンテ・アレニウス氏に当たる。

## 関連文献
- 小岩昌宏「アレニウスと反応速度論 -伝記に見るその人間像」『まてりあ』第39巻第1号、日本金属学会、2000年、58-62頁、doi:10.2320/materia.39.58。